# Kim Bum
Đây là một tên người Triều Tiên, họ là Kim.
Kim Sang-bum (tiếng Hàn: 김상범; sinh ngày 7 tháng 7 năm 1989), thường được biết đến với nghệ danh Kim Bum (김범) là nam diễn viên Hàn Quốc nổi tiếng qua bộ phim Vườn sao băng với vai So Ji-yung.

## Tiểu sử
Kim Bum tốt nghiệp Đại học Chung-Ang chuyên ngành Sân khấu - Điện ảnh.
Anh tham gia nhập ngũ vào tháng 4 năm 2018 và xuất ngũ ngày 13 tháng 3 năm 2020.

## Đời tư
Ngày 29 tháng 3, 2018, tin đồn Kim Bum và Oh Yeon-seo bị bắt gặp hẹn hò tại một nhà hàng ở Cheondamdong rộ lên từ các trang báo Hàn. Nhanh chóng công ty chủ quản của hai nghệ sĩ đã xác nhận mối quan hệ tình cảm này. Năm 2018, công ty chủ quản King Kong xác nhận chia tay sau 10 tháng hẹn hò.

## Sự nghiệp
Anh tham gia chương trình tìm kiếm ngôi sao 20Survival Star Audition của KBS. Nhưng khi tham gia Kim Bum chỉ có 17 tuổi nên không vào được vòng trong.
Sau khi tham gia bộ phim Boys Over Flowers (BOF) anh được xếp hạng đứng thứ năm trong Bảng xếp hạng Mnet Wide Super Bling Bling Star sau Kim Hyun Joong - cũng là diễn viên chính trong bộ phim BOF. Tuy nhiên anh được đánh giá sẽ thoát khỏi cái bóng của bộ phim BOF quá nổi tiếng hơn F2 còn lại (Lee Min Ho, Kim Hyun Joong), có nhiều cơ hội thể hiện đa dạng nhân vật hơn trong sự nghiệp diễn xuất bởi những bộ phim từng tham gia trước đó như Unstoppable High Kick, Những bà vợ lắm chiêu...
Với vai diễn So Yi Jung trong Boys Over Flowers, hình tượng hoàng tử gốm sứ của anh không chỉ thu hút người hâm mộ mà còn giúp anh lọt vào mắt của Hiệp hội Gốm sứ Hàn Quốc. Tổ chức này đã mời anh làm đại sứ cho Festival Gốm Sứ 2009 tổ chức tại tỉnh Gwangju, phía Bắc, Hàn Quốc.

## Danh sách phim tham gia

### Truyền hình
| Năm       | Tên                                                                  | Vai diễn                 | Ghi chú            |
| 2006      | Unstoppable High Kick! (Gia đình là số Một)                          | 김범 (Kim Bum)           |                    |
| 2006      | Rainbow Romance 236                                                  | 지후                     |                    |
| 2006      | Những bà vợ lắm chiêu                                                | 준                       |                    |
| 2008-2009 | East of Eden (Phía Đông vườn địa đàng)                               | Lee Dong-cheol (lúc nhỏ) |                    |
| 2009      | Boys Over Flowers (Vườn sao băng)                                    | 소이정 (So Yi Jung)      | Vai phụ            |
| 2009      | Dream                                                                | Lee Jang Seok            |                    |
| 2010      | High Kick! Through The Roof                                          | 김범 (Kim Bum)           | Khách mời (tập 72) |
| 2010      | The Woman Who Still Wants To Marry                                   | Ha Min Jae               |                    |
| 2011      | Padam Padam                                                          | Guk Soo                  |                    |
| 2013      | That Winter, the Wind Blows (Gió đông năm ấy) hoặc (Mùa đông năm ấy) | Park Jin Seong           |                    |
| 2015      | Hidden Identity                                                      | Cha Gun Woo              |                    |
| 2016      | Mrs cop 2                                                            | Lee Ro-yoon              |                    |
| 2020      | Bạn trai tôi là Hồ Ly                                                | Lee Rang                 | Vai phụ chính      |
| 2021      | Trường luật (Law School)                                             | Han Joon Hwi             | Vai chính          |
| 2022      | Bác sĩ ma (Ghost Doctor)                                             | Go Seung Tak             | Vai chính          |
| 2023      | Bạn trai tôi là hồ ly 1938                                           | Lee Rang                 | Vai phụ chính      |

### Điện ảnh
| Năm  | Tên                                                | Vai diễn      | Ghi chú                   |
| 2007 | I Like it Hot                                      | Lee Ho-jae    |                           |
| 2008 | Death Bell                                         | Kang Hyeon    |                           |
| 2009 | Flight                                             | Shi Beom      |                           |
| 2010 | Haru: An Unforgettable Day in Korea                | Photographer  |                           |
| 2013 | The Gifted Hands                                   | Joon          |                           |
| 2013 | Young Detective Dee: Rise of the Sea Dragon        | Yuan Zhen     |                           |
| 2015 | The Beloved - The Rebirth Of Love                  | Jiang Su Ying | Giang Trùng Vân/ Lục Sinh |
| 2015 | the lovers - the movies(yêu thì xem phim cùng anh) | Lâm Quân      |                           |
| 2018 | Detective K                                        |               |                           |

## TV Show
| Năm  | Tên                                       | số tập | Tập | Rating |
| ---- | ----------------------------------------- | ------ | --- | ------ |
| 2005 | Infinite Challenge                        | 616    | 177 | 8.8    |
| 2007 | Radio Star                                | 700    | 59  | 8.2    |
| 2009 | Boys Before Flowers: F4 Talk Show Special | 1      |     | 7.6    |
| 2020 | Amazing Saturday                          | 140    | 128 | 8.6    |

## Giải thưởng
- 2007.12.21 Korea MNET Summer break 20's choice - Sexiest Award (with 김혜성)
- 2008 DK Inki Award
- 2009 Key To Nineja's heart
- 2009 Andre Kim's Atelier: Male Star Award
- 2009 SBS Drama Awards: New Star Award (drama Dream)
- 2009 Best couple (with Kim So Eun) in Arirang TV Showbiz Extra 1000th
- 2010 Barbie & Ken Awards 2010:Korean Ken